# Garcia live
Pour les articles homonymes, voir García.
Garcia Live est une série de coffrets de disques compacts publiés à partir de 2013. Cette série de coffrets propose des enregistrements live de Jerry Garcia, guitariste du Grateful Dead.

## Garcia Live Volume One Jerry García Band
Ce coffret de 3 CD propose l'intégralité du concert du Jerry García Band donné le 1er mars 1980 au Capitol Theatre de Passaic, dans le New Jersey. Il a été publié le 19 février 2013.

### Personnel
- Ozzie Ahlers – claviers, chœurs
- Johnny de Foncesca – Batterie
- Jerry Garcia – guitare, chant
- John Kahn – basse

### Liste des titres

#### CD un
Première partie
1. Sugaree (Jerry Garcia, Robert Hunter) – 14:33
2. Catfish John (Bob McDill, Allen Reynolds) – 9:56
3. How Sweet It Is (To Be Loved by You) (Brian Holland, Lamont Dozier, Eddie Holland) – 9:05
4. Simple Twist of Fate (Bob Dylan) – 16:16

#### Cd deux
1. Sitting in Limbo (Jimmy Cliff, Guillermo Bright-Plummer) – 12:40
2. That's All Right (Jimmy Rogers) – 8:09
3. Deal (Garcia, Hunter) – 8:22

Deuxième partie
1. "Mission in the Rain" (Garcia, Hunter) – 12:50
2. That's What Love Will Make You Do (Henderson Thigpen, James Banks, Eddy Marion) – 8:56

#### CD trois
1. Russian Lullaby (Irving Berlin) – 15:39
2. The Harder They Come (Cliff) – 11:47
3. Tiger Rose (Hunter) – 4:10
4. Promontory Rider (Hunter) – 6:10
5. Midnight Moonlight (Peter Rowan) – 8:39
6. Dear Prudence (John Lennon, Paul McCartney) – 10:22

## Garcia Live Volume Two Jerry García Band
Ce coffret propose l'intégralité du concert du Jerry García Band donné le 5 août 1990 au Greek Theatre de Berkeley. il a été publié le 25 juin 2013.

### Musiciens
- Jerry Garcia, guitare.
- Gloria Jones, chœurs.
- John Kahn, Basse.
- David Kemper, batterie.
- Jackie LaBranch, chœurs.
- Melvin Seals, Claviers

### Liste des Titres

#### Disque Un
Première Partie:
1. How Sweet It Is (To Be Loved by You) (Brian Holland, Lamont Dozier, Eddie Holland)
2. Stop That Train (Peter Tosh)
3. Forever Young (Bob Dylan)
4. Run for the Roses (Jerry Garcia, Robert Hunter)
5. That's What Love Will Make You Do (James Banks, Eddie Marion, Henderson Thigpen)
6. My Sisters and Brothers" (Charles Johnson)
7. Tears of Rage (Richard Manuel, Dylan)
8. Deal (Garcia, Hunter)

#### Disque Deux
Seconde partie:
1. Midnight Moonlight (Peter Rowan)
2. The Harder They Come (Jimmy Cliff)
3. And It Stoned Me (Van Morrison)
4. Waiting for a Miracle (Bruce Cockburn)
5. Evangeline (David Hidalgo, Louie Pérez)
6. Think (Jimmy McCracklin, Deadric Malone)
7. That Lucky Old Sun (Beasley Smith, Haven Gillespie)
8. Tangled Up in Blue (Dylan)

## Garcia Live Volume Three: Legion Of Mary
Ce coffret de trois CD propose des extraits du concert du groupe de Jerry Garcia, Legion of Mary, actif pendant quelques moins à la fin de l'année 1974 et au début de l'année 1975. Ce coffret constitue le deuxième disque des enregistrements de ce groupe. Il a été publié le 15 octobre 2013.

### Personnel
- Martin Fierro - Saxophone, Flûte, percussions
- Jerry Garcia – guitare, chant
- John Kahn – basse
- Merl Saunders - Claviers
- Ron Tutt - Batterie

### Liste des Titres

#### Disque un
14 décembre 1974, Paramount Theatre, Portland, Oregon:
1. Boogie On Reggae Woman (Stevie Wonder) - 18:04
2. The Night They Drove Old Dixie Down (Robbie Robertson) - 7:56
3. Freedom Jazz Dance (Eddie Harris) - 13:40
4. Mystery Train (Junior Parker, Sam Phillips) - 12:30
5. How Sweet It Is (To Be Loved by You) (Brian Holland, Lamont Dozier, Eddie Holland) - 11:06

#### Disque deux
15 décembre 1974, EMU Ballroom, Eugene, Oregon, première partie:
1. You Can Leave Your Hat On (Randy Newman) - 16:27
2. Neighbor, Neighbor (Alton J. Valier) - 12:30
3. The Night They Drove Old Dixie Down (Robertson) -8:25

#### Disque trois
15 décembre 1974, EMU Ballroom, Eugene, Oregon, seconde partie:
1. It's No Use (Gene Clark, Roger McGuinn) - 13:26
2. Valdez in the Country (Donny Hathaway) - 13:26
3. I Second That Emotion (Al Cleveland, Smokey Robinson) - 14:53
4. Wondering Why (Merl Saunders, Pam Carrier) - 24:53
5. Roadrunner (Holland, Dozier, Holland) - 12:48

## Garcia Live Volume Four: Jerry García Band
Ce coffret de deux CD, sorti le 8 juillet 2014, retrace l'intégralité du concert du Jerry García Band donné le 22 mars 1978 à Sébastopol en Californie.

### Personnel
- Ozzie Ahlers – claviers, chœurs (*)
- Buzz Buchanan – batterie
- Jerry Garcia – guitare, chant
- Keith Godchaux – Claviers
- Donna Jean Godchaux – chœurs
- John Kahn – basse
- Maria Muldaur – chœurs

### Liste des Titres

#### Disque un
Première partie
1. How Sweet It Is (To Be Loved by You) (Brian Holland, Lamont Dozier, Eddie Holland) – 9:52
2. Catfish John (Bob McDill, Allen Reynolds) – 9:16
3. Simple Twist of Fate (Bob Dylan) – 10:54
4. I Second That Emotion (Al Cleveland, Smokey Robinson) – 10:29
5. The Night They Drove Old Dixie Down (Robbie Robertson) – 10:26

#### Disque deux
Seconde partie
1. The Harder They Come (Jimmy Cliff) – 12:12
2. Mission in the Rain (Jerry Garcia, Robert Hunter) – 11:21
3. Cats Under the Stars (Garcia, Hunter) – 8:04
4. Gomorrah (Garcia, Hunter) – 6:39
5. Mystery Train (Junior Parker, Sam Phillips) – 8:57
6. Love in the Afternoon (Hunter, John Kahn) – 10:11 (*)
7. I'll Be with Thee (traditional) – 5:16 (*)
8. Midnight Moonlight (Peter Rowan) – 10:59 (*)

## Garcia Live Volume Five: Jerry García Band
Ce coffret de 3 CD retrace l'intégralité du concert du nouvel an 1975 donné par le Jerry García Band, avec plusieurs musiciens invités, au Keystone de Berkeley. Ce concert est le seul donné par le groupe, durant toute sa carrière, pour le nouvel an. il a été publié le 21 octobre 2014.

### Musiciens
- Jerry Garcia – guitare, chant
- Mickey Hart – batterie (*)
- Nicky Hopkins – claviers, chant
- John Kahn – basse
- Matthew Kelly – harmonica, guitare (**)
- Greg Errico – batterie
- Bob Weir – guitare, voix (***)

### Liste des Titres

#### Disque un
Première partie
1. Let It Rock (Chuck Berry) – 13:00
2. Mother Nature's Son (John Lennon, Paul McCartney) – 2:00
3. It Ain't No Use (**) (Jerry Williams, Gary Bonds, Don Hollinger) – 11:36
4. God Save the Queen (traditional) – 0:48
5. They Love Each Other (**) (Jerry Garcia, Robert Hunter) – 7:49
6. Pig's Boogie (**) (Nicky Hopkins) – 10:41

#### Disque deux
deuxième partie (*) (**) (***)
1. New Year's countdown – 1:51
2. How Sweet It Is (To Be Loved by You) (Brian Holland, Lamont Dozier, Eddie Holland) – 8:25
3. Catfish John (Bob McDill, Allen Reynolds) – 15:29
4. Mystery Train (Junior Parker, Sam Phillips) – 7:08
5. Drums → "New Year's Jam" (Garcia, John Kahn, Hopkins, Greg Errico, Bob Weir, Matthew Kelly, Mickey Hart) – 13:14
6. Mystery Train (Junior Parker, Sam Phillips) – 1:48

troisième partie (*) (**) (***)
1. Tore Up over You (Hank Ballard) – 10:46
2. Tuning – 0:48
3. C.C. Rider (traditional) – 8:20
4. (I'm a) Road Runner (Brian Holland, Lamont Dozier, Eddie Holland) – 9:43

## Garcia Live Volume six: Jerry Garcia and Merl Saunders
Garcia Live volume six retrace l'intégralité du concert donné par Jerry Garcia le 5 juillet 1973, dans un petit club de San Anselmo, en Californie

### Musiciens
- Jerry Garcia – guitare, chant
- John Kahn – basse
- Merl Saunders – Claviers
- Bill Vitt – batterie
- Invité inconnu – Trompette (*)

### Liste des Titres

#### Disque un
Première partie
1. After Midnight (JJ Cale) – 10:35
2. Someday Baby (Lightnin' Hopkins) – 9:14
3. She's Got Charisma> (Merl Saunders) – 18:40
4. That's Alright, Mama (Arthur Crudup) – 13:16

#### Disque deux
1. The System (Merl Saunders, Pamela Carrier) – 18:45
2. The Night They Drove Old Dixie Down (Robbie Robertson) – 6:00

Deuxième partie (*)
1. I Second That Emotion (Al Cleveland, Smokey Robinson) – 13:29
2. My Funny Valentine (Richard Rodgers, Lorenz Hart) – 19:16
3. Finders Keepers (General Johnson, Jeffrey Bowen) – 9:29

#### Disque trois
1. Money Honey (Jesse Stone) – 8:37
2. Like a Road (Don Nix, Dan Penn) – 9:21
3. Merl's Tune> (Saunders, John White) – 16:44
4. Lion's Share Jam (Jerry Garcia, John Kahn, Saunders, Bill Vitt) – 9:52
5. How Sweet It Is (To Be Loved by You) (Brian Holland, Lamont Dozier, Eddie Holland) – 6:04

## Garcia Live Volume seven: Jerry García Band
Garcia Live volume seven retrace l'intégralité du concert donné par le Jerry García Band le 8 novembre 1976, chez Sophie's à Palo Alto.

### Musiciens
- Jerry Garcia – guitare, chant
- John Kahn – basse
- Keith Godchaux – Claviers
- Donna Jean Godchaux – chœurs
- Ron Tutt – batterie

### Liste des Titres

#### Disque un
Première partie
1. The Way You Do the Things You Do (Smokey Robinson, Bobby Rogers) – 9:00
2. Knockin' on Heaven's Door (Bob Dylan) – 14:14
3. After Midnight (J. J. Cale) – 13:50
4. Who Was John? (traditional) – 14:28
5. Mission in the Rain (Jerry Garcia, Robert Hunter) – 8:20
6. Stir It Up (Bob Marley) – 12:21

#### Disque deux
1. Midnight Moonlight (Peter Rowan) – 9:25

Deuxième partie
1. Tore Up over You (Hank Ballard) – 10:43
2. Friend of the Devil (John Dawson, Garcia, Hunter) – 7:54
3. Don't Let Go (Jesse Stone) – 22:23
4. Strange Man (Dorothy Love Coates) – 6:10
5. Stop That Train (Peter Tosh) – 11:44
6. Ride Mighty High (Dave Crawford, Richard Downing) – 9:02

## Garcia Live Volume eight: Jerry García Band
Ce coffret de 2 disques propose l'intégralité du concert du Jerry García Band donné au Bradley Center de Milwaukee, dans le Wisconsin, le 23 novembre 1991.

### Musiciens
- Jerry Garcia, guitare.
- Gloria Jones, chœurs.
- John Kahn, Basse.
- David Kemper, batterie.
- Jackie LaBranch, chœurs.
- Melvin Seals, Claviers

### Liste des Titres

#### Disque un
Première partie
1. Cats Under the Stars (Jerry Garcia, Robert Hunter) – 9:44
2. They Love Each Other (Garcia, Hunter) – 8:39
3. Lay Down Sally (Eric Clapton, Marcy Levy, George Terry) – 8:47
4. The Night They Drove Old Dixie Down (Robbie Robertson) – 10:46
5. Reuben and Cherise (Garcia, Hunter) – 8:41
6. Money Honey (Jesse Stone) – 6:44
7. My Sisters and Brothers (Charles Johnson) – 4:02
8. Deal (Garcia, Hunter) – 8:06

#### Disque deux
deuxième partie
1. Bright Side of the Road (Van Morrison) – 5:57
2. Waiting for a Miracle (Bruce Cockburn) – 6:23
3. Think (Jimmy McCracklin, Deadric Malone) – 7:48
4. Shining Star (Paul Richmond, Leo Graham) – 13:22
5. Ain't No Bread in the Breadbox (Norton Buffalo) – 9:34
6. That Lucky Old Sun (Haven Gillespie, Beasley Smith) – 12:03
7. Tangled Up in Blue (Bob Dylan) – 11:16

## Garcia Live volume Nine: Jerry Garcia and Merl Saunders
Garcia Live volume Nine retrace l'intégralité du concert donné par le groupe formé autour de Jerry Sarcia et Merl Saunders au Keystone de Berkeley le 11 août 1974. Le coffret est officiellement publié le 28 juillet 2017.

### Musiciens
- Martin Fierro – Saxophone, Flûte, percussions
- Jerry Garcia – guitare, chant
- John Kahn – basse
- Bill Kreutzmann – Batterie
- Merl Saunders – Claviers

### Liste des titres

#### Disque un
Première partie
1. That's What Love Will Make You Do (Henderson Thigpen, James Banks, Eddy Marion) – 13:14
2. La La (Martin Fierro) – 17:06
3. It Ain't No Use (Jerry Williams, Gary Bonds, Don Hollinger) – 10:57
4. Mystery Train (Junior Parker, Sam Phillips) – 13:33

#### Disque deux
deuxième partie
1. The Harder They Come (Jimmy Cliff) – 19:10
2. Ain't No Woman (Like the One I've Got) (Dennis Lambert, Brian Potter) – 17:01
3. It's Too Late (Chuck Willis) – 9:06
4. (I'm a) Road Runner (Brian Holland, Lamont Dozier, Eddie Holland) – 10:43
5. The Night They Drove Old Dixie Down (Robbie Robertson) – 6:34

## Garcia Live volume Ten: Jerry García Band
Garcia Live volume Ten retrace l'intégralité du concert donné par le Jerry García Band le 20 mai 1990 au Hilo Civic Auditorium de Hilo, à Hawaï.

### Musiciens
- Jerry Garcia, guitare.
- Gloria Jones, chœurs.
- John Kahn, Basse.
- David Kemper, batterie.
- Jackie LaBranch, chœurs.
- Melvin Seals, Claviers

### Liste des titres

#### Disque un
Première partie
1. How Sweet It Is (To Be Loved by You) (Lamont Dozier, Brian Holland, Eddie Holland) – 6:20
2. They Love Each Other (Jerry Garcia, Robert Hunter) – 7:09
3. Tough Mama (Bob Dylan) – 5:16
4. Like a Road Leading Home (Don Nix, Dan Penn) – 8:14
5. Run for the Roses (Garcia, Hunter) – 5:39
6. The Way You Do the Things You Do (Smokey Robinson, Bobby Rogers) – 10:06
7. My Sisters and Brothers (Charles Johnson) – 4:13
8. Knockin' on Heaven's Door (Dylan) – 10:07
9. Deal (Garcia, Hunter) – 8:21

#### Disque deux
deuxième partie
1. The Harder They Come (Jimmy Cliff) – 10:55
2. Forever Young (Dylan) – 8:24
3. Stop That Train (Peter Tosh) – 7:10
4. Tore Up over You (Hank Ballard) – 7:24
5. Tears of Rage (Dylan, Richard Manuel) – 7:47
6. Evangeline (David Hidalgo, Louie Pérez) – 4:01
7. Waiting for a Miracle (Bruce Cockburn) – 6:19
8. That Lucky Old Sun (Haven Gillespie, Beasley Smith) – 9:37
9. Tangled Up in Blue (Dylan) – 9:40

## Garcia Live volume Eleven: Jerry García Band
Garcia Live volume Eleven retrace l'intégralité du concert donné par le Jerry García Band le 11 novembre 1993 au Providence Civic Center de Providence. 

### Musiciens
- Jerry Garcia, guitare.
- Gloria Jones, chœurs.
- John Kahn, Basse.
- David Kemper, batterie.
- Jackie LaBranch, chœurs.
- Melvin Seals, Claviers

### Liste des titres

#### Disque un
Première partie
1. Cats Under the Stars (Jerry Garcia, Robert Hunter) – 9:42
2. Mission in the Rain (Garcia, Hunter) – 9:13
3. That's What Love Will Make You Do (Henderson Thigpen, James Banks, Eddy Marion) – 10:01
4. Simple Twist of Fate (Bob Dylan) – 13:42
5. Ain't No Bread in the Breadbox (Norton Buffalo) – 9:49
6. My Sisters and Brothers (Charles Johnson) – 4:09
7. Deal (Garcia, Hunter) – 9:24

#### Disque deux
Deuxième partie
1. The Way You Do the Things You Do (Smokey Robinson, Bobby Rogers) – 15:48
2. He Ain't Give You None (Van Morrison) – 10:13
3. Dear Prudence (John Lennon, Paul McCartney) – 11:38
4. The Hunter Gets Captured by the Game (Robinson) – 8:37
5. Don't Let Go (Jesse Stone) – 13:00
6. Midnight Moonlight (Peter Rowan) – 6:15

## Garcia Live Volume Twelve: Jerry Garcia and Merl Saunders
Garcia Live volume Twelve retrace l'intégralité du concert donné par Jerry Garcia le 23 janvier 1973, dans une petite salle de San Francisco, The Boarding House. 
Ce coffret de trois disques a été publié le 20 décembre 2019

### Musiciens
- Sarah Fulcher – chant
- Jerry Garcia – guitare, chant
- John Kahn – basse
- Merl Saunders – Claviers
- Bill Vitt – batterie

### Liste des Titres

#### Disque un
Première partie
1. Expressway to Your Heart (Kenny Gamble, Leon Huff) – 15:09
2. It's Too Late (Chuck Willis) – 7:33
3. The System > (Merl Saunders, Pamela Dianne Carrier) – 20:04
4. Honey Chile (Richard Morris, Sylvia Moy) – 13:49
5. Money Honey (Jesse Stone) – 7:35

#### Disque deux
1. I Know It's a Sin (Jimmy Reed, Mary Reed) – 10:23
2. Find a Rainbow (Sarah Fulcher) – 11:37
3. The Night They Drove Old Dixie Down (Robbie Robertson) – 6:24

Seconde partie
1. It Takes a Lot to Laugh, It Takes a Train to Cry (Bob Dylan) – 8:12
2. I Was Made to Love Her (Henry Cosby, Lula Mae Hardaway, Sylvia Moy, Stevie Wonder) – 12:10
3. Lonely Avenue (Doc Pomus) – 12:27
4. Go Climb a Mountain (Sarah Fulcher) – 14:26

#### Disque trois
1. That's All Right, Mama (Arthur Crudup) – 11:18
2. Georgia on My Mind (Hoagy Carmichael, Stuart Gorrell) – 15:18
3. I Second That Emotion (Smokey Robinson, Al Cleveland) – 11:57
4. How Sweet It Is (To Be Loved by You) (Lamont Dozier, Brian Holland, Eddie Holland) – 8:08